# Christopher Holden
Christopher Holden est un acteur et assistant-réalisateur américain né en 1974. Il est le fils de l'acteur Glen Corbett (également connu sous le nom de Larry Holden et qui est le fils de l'actrice Gloria Holden) et de l'actrice Adrienne Ellis. Son beau-père est le réalisateur britannique Michael Anderson (L'Âge de cristal) . Sa sœur n'est autre que l'actrice Laurie Holden, qui a entre autres joué dans X-Files, The Shield ou encore The Mist. Ils ont travaillé ensemble en 2006 sur le plateau du film Silent Hill que réalisait Christophe Gans. Il y officiait en tant qu'assistant réalisateur alors que sa sœur y jouait l'un des rôles principaux. Christopher Holden est également producteur à Toronto, Canada, et vice-président de l'AMICAD International Inc. Productions dans le développement de projets télévisuels et cinématographiques.

## Filmographie
- Death Junction (1994) (acteur)…. Street Kid
- Pinocchio et Gepetto (1999) (acteur)…. Prince
- Felicity : An American Girl Adventure (2005) (TV) (assistant réalisateur)
- Silent Hill (2006) (assistant réalisateur)